# CODE-願いの代償-
『CODE-願いの代償-』（コード ねがいのだいしょう）は、2023年7月2日から9月3日まで、読売テレビの制作で日本テレビ系「日曜ドラマ」枠にて放送されたテレビドラマ。主演は坂口健太郎。
見知らぬプレイヤー同士で願い事を叶えあう欲望のマッチングアプリ「CODE」を手にいれた刑事が、恋人の死の真相と、「CODE」の背後に潜む陰謀に迫るクライムサスペンス。
本作は、台湾で大ヒットした『浮士德遊戲（英題：CODE）』（2016年）、『浮士德遊戲2（英題：CODE2）』（2019年）が原作。日本版としてオリジナル要素が取り込まれる。
坂口は本作の放送にあたり、4月期の土曜ドラマ『Dr.チョコレート』と、本作の2作で2クール連続で日本テレビ系のドラマに主演した。

## キャスト

### 主要人物
二宮湊人（にのみや みなと）〈32〉
演 - 坂口健太郎
神奈川県警暴力団対策課の刑事。階級は巡査部長。
CODEプレイヤーとなり、婚約者の事故死と、CODEの謎の真相に迫る。
市川が逮捕されてから1か月後、悠香の墓参りを済ませ、円たちとの電話を切った後、すれ違ったCODEプレイヤーに背後から撃たれ、自身のスマートフォンに再度インストールされたCODEによって知人に電話を掛けられるところで物語は幕を閉じる。
椎名一樹（しいな かずき）〈31〉
演 - 染谷将太
CODEの謎を追うフリー記者。
咲がCODEによって命を奪われかけた事を切っ掛けとして、市川を巻き添えに自爆を目論んだ。
三宅咲（みやけ さき）〈25〉
演 - 堀田真由
CODEの背後に潜む陰謀を追うハッカー。
三輪円（みわ まどか）〈37〉
演 - 松下奈緒
元警察官の女性で、現在は警備会社「パーソナル警備保障」にスポットで雇用される女性SP。
息子の芯が生まれた直後に父親は事故で亡くなり、芯が拡張型心筋症を患ったことで警察を辞職し、海外で心臓移植手術を行うための費用3億5千万円を稼ぐためCODEプレイヤーとなり、その後プレイヤーの監視、任務のフォロー、任務を失敗した場合の制裁の役割を担うCODEの管理を手伝うモニターへ勧誘される。
CODEから二宮を殺害する任務が下されるが失敗して逃走するも、椎名に尾行され横浜南総合病院の芯の病室にいたところで二宮や椎名と対面し、CODEプレイヤーが死んだ場合、その人物の関係者から強い欲望を持った人間を見つけ出し、プレイヤーを装いCODEを紹介して使わせることを明かす。その後、椎名にモニターの存在を明かす。
芯からもらった青いミサンガをモニターに襲撃された際に紛失し、探し当てるがモニターの銃撃を受けそうになったのを、二宮が庇って撃たれたことで、命を救われる。
田波とは警察学校時代に知己を得ており、警察官を辞職後も彼から息子の治療費の援助を受けたこともあった。
市川省吾（いちかわ しょうご）〈44〉
演 - 玉山鉄二（第3話 - ）
総務省と取引がある一流IT企業「ランリーテクノロジー」の社長。その一方で、NPO法人ウェルネス・ハートピアのケアリングクラウンとして病院を回り子供たちの心をケアする。
ペーパーカンパニー「SRSP COMPANY」を隠れ蓑に、ランリーテクノロジーが支援するウェルネス・ハートピアからCODEのプログラム開発をVORG SYSTEMに発注していた。
神奈川県をテストケースに、個人情報や関連するメタ情報をビッグデータとしてランリーの量子コンピューターによって分析し、政治や経済、世論の動向を分析する高いリスクを持つAIシステム「プロフェット」を強引に実用化させるためにCODEを作り、社会にとって有害な対象を排除しようとする。
だが、CODEを管理していたAIがプロフェットによって排除されそうになったことに気付き、講演会会場での二宮や椎名との会話を1台のカメラを稼働させてライブ配信したことで全国に知れ渡り、AIも自ら消滅したことでプロフェットの導入が不可能になったことに気付くと、捜査員の拳銃を奪って拳銃自殺を図るが、二宮によって阻止され、逮捕される。

### 周辺人物
甲斐篤志（かい あつし）〈40〉
演 - 青柳翔（第1話 - 第3話・第5話 - 第7話）
半グレ集団「甲斐グループ」の代表。クラブを経営する。元々CODEプレイヤーであったが、のちにCODEモニターに選ばれている。
横浜南総合病院に入院していた二宮殺害の任務に失敗して八重樫たちに確保され、留置所に収監されていたところを看守に扮したCODEプレイヤー二人組に任務失敗の制裁で首を絞められ、殺害される。
柏木淳二（かしわぎ じゅんじ）〈28〉
演 - 黒羽麻璃央（第1話 - 第3話）
甲斐が経営するクラブの店員。二宮のエス（情報屋）。
結婚を控えていたが、甲斐がCODEを使用したことで覚せい剤取引の情報を密告していることが発覚し、木下たちに拉致され情報の密告先を吐くよう暴行を受ける。二宮はCODEから救出の任務を受けたが寺島の追跡を優先したため、救出が遅れ命を落とす。
三宅直人（みやけ なおと）
演 - 竹財輝之助（第4話 - ）
咲の兄で、椎名の先輩である春蔦出版の雑誌記者。
取材をすることで知ったCODEの秘密を追う過程で自身もCODEプレイヤーとなり、CODEを使用したため会社で班長から降格、強制退職の制裁を受け、最後はCODEとランリーテクノロジーの繋がりに気付いたことでプレイヤーたちに殺害されてしまい、覚せい剤の過剰摂取後に湖に転落したとされる水死体が発見されたことから、椎名がCODEの謎を追いかける契機となる。生前CODEへ最後の願いとして、椎名と咲の命を助けてくれと入力したことで、椎名と咲はCODEプレイヤーの襲撃を受けずにすんでいた。

### 神奈川県警

#### 暴力団対策課
百田優（ももた ゆう）〈32〉
演 - 三浦貴大
二宮の同期で親友。
CODEプレイヤーであり、星が1つの状態で佐々木殺害の任務をCODEから指令され、覚せい剤の過剰摂取に見せかけ殺害するが、県警の交通機動隊の覆面パトカーを使用していたことから足がつき、CODEを使用した二宮にCODE使用者であることが突き止められる。
所属する政党の大物代議士に不正献金の疑いがあることを嗅ぎつけた幼なじみの渉が口封じに殺害されたことから、知り合いから招待されてCODEプレイヤーとなり彼のために復讐を行っていた。その後、CODEからの任務で田波の手帳に嘘の記録を上書きして、無関係の彼が金を受け取り悠香の殺害に関与していたように仕立て上げたことを二宮に告白し、CODEから二宮殺害の任務が届くが、自身の首を銃撃して自ら命を絶つ。
田波秋生（たなみ あきお）〈49〉
演 - 鈴木浩介
課長。二宮の直属の上司。生活安全課に勤務時、高校2年生の荒れていた二宮と出会っており、根性のあった彼を警察にスカウトしている。
二宮がCODEを使用し、悠香がエレベーター落下事故に遭った日に、県警庁舎に寺島を手引きしていた監視カメラの動画が送られてきたのを境に、百田と八重樫に二宮の監視を指示している。
二宮に盗み出された手帳に、悠香が殺害された日を含め3日、数字が書き込まれている日があり、百田が入手した自身の銀行口座の入金記録と手帳の数字が一致したことから、金を受け取り悠香の殺害に関与した疑惑を持たれる。
その後、身に覚えがないと否定するが、1か月前に暴力団関係者との間に不正な金銭授受があったことを悠香が告発すると送られてきたメールの記録が何者かから百田にもたらされ、そのメールを証拠に収賄罪の逮捕状が発行されたため、二宮に収賄容疑で逮捕された。
逮捕後、二宮にCODEに願いを入れたか質問されるが、質問の意味を理解できず、「真実を追い求めるには忍耐が必要だ。時にはお前が見ているものが見かけ倒しということもある」と助言する。
百田の死後、容疑が晴れて釈放されると二宮にCODEにまつわるすべてを告白され、彼と共に悠香の殺害犯探しに協力すると告げ、管理官の西尾に二宮の本庁への異動を撤回するよう詫びを入れる。
二宮から連絡を受けて横浜南総合病院で芯の警備を行うが、任務を無視した二宮への制裁としてCODEから任務を受けた指名手配中の甲斐から銃撃され「真実を追い求めるには忍耐が必要」「立ち止まるな。悠香の無念を晴らせ」と二宮に言い残し、息を引き取る。
八重樫享（やえがし とおる）〈27〉
演 - 兵頭功海
二宮の後輩。
実直に仕事に勤しむ真面目な男。

#### 鑑識課
七海悠香（ななみ ゆうか）〈35〉
演 - 臼田あさ美
二宮の婚約者。県警庁舎で轢き逃げ事件のドライブレコーダーの映像を確認中、来訪した見知らぬ人物と面会するために乗ったエレベーターで落下事故に巻き込まれ、胎児と共に非業の死を遂げる。
親友の明日香から相談され、三宅の事件資料からSRSPと書かれたメモを見つけたことでCODE開発にランリーテクノロジーが関与していると疑うも、明日香が身を隠し、自身も妊娠を機にCODEを調べることをやめる。だが、ドライブレコーダーの映像を見てCODEに再び関わったことで、学習型のAIが自らの存在を脅かす人間として認識し、AIによって殺された。
二宮との交際5年の記念日の祝いの席で彼の子供を妊娠していると告げ、プロポーズされていた。

### ゲスト

#### 第1話
仲川悟（なかがわ さとる）
演 - 宮世琉弥（第2話・第4話写真出演）
大学生。憧れのミクに貢ぐ金を手に入れるため、CODEプレイヤーとなる。
岡山の腕時計の入ったアタッシュケースを、CODEの任務で支給された覚せい剤入りのアタッシュケースにすり替える。
CODEから現金輸送車の1億円を強奪する任務が下され、二宮が運んできた拳銃と覆面が提供されるが、任務を実行せずに逃げ出したため、制裁が実行されトラックに轢かれて死亡する。
ミク
演 - 志田こはく
仲川が想いを寄せる大学の同級生。
岡山恵三〈66〉
演 - 深見亮介
岡山組の組長。舎弟たちとボウリング場でボウリングに興じていた際、柏木の密告で張り込んでいた二宮たちに覚せい剤所持の現行犯で逮捕される。
岡山組の組員
演 - 藤澤アニキ、関本柊、ボブ鈴木、大沢直樹、久獅
ボウリングをする組長に同行し、組長と共に覚せい剤所持の現行犯で逮捕される。
北村
演 - 本田聡
半グレ。ボウリング場に遅れて現れ、岡山からアタッシュケースを渡されるが、中身は腕時計でなく覚せい剤であった。
幹部
演 - 渡部龍平（第2話・第3話）
甲斐グループの幹部。岡山組が覚せい剤所持で摘発されたネットニュースを見る。
木下耕平
演 - 奥野瑛太（第2話・第3話）
甲斐グループのメンバー。覚せい剤所持で岡山が逮捕されたことを喜ぶ。
甲斐の命令で柏木を拉致し、覚せい剤取引の情報密告先を吐かせようと暴行する。
行き過ぎた暴行で柏木を死亡させ警察に目をつけられたことから制裁で甲斐に殺害されかけるが、CODEの任務で二宮が救済に現れ、その流れで倉庫会社からの通報を受けた百田たちが甲斐の覚せい剤取引の摘発に合流したことで命拾いする。
甲斐グループのメンバー
演 - 村井良輔（第2話・第3話）、片岸佑太（第2話・第3話）、Pawel Chojnacki（第2話・第3話）、藤井陽人（第2話・第3話）、浦咲人（第2話・第3話）、SAM（第2話・第3話）

県警暴対課の捜査官
演 - 山本章博（第2話 - 第5話・第7話・最終話）、増永樹（第2話 - 第4話・第7話・最終話）、入慶田本朝敬（第2話 - 第4話・第7話・最終話）、高品雄基（第2話 - 第6話・最終話）、舘野将平（第2話 - 第6話・最終話）

石原宏美
演 - 東野絢香（第5話・第7話）
鑑識課の悠香の同僚。悠香が亡くなった日、彼女を鑑識課に呼んだことを二宮に告白し、泉の自動車のドライブレコーダーの映像が消えていて、悠香がUSBメモリにデータをコピーして持ち出していたと教える。だが二宮と別れた直後、マスクを付けた男性二人組に拉致され、二宮に何を話したかナイフを喉元に突き付けられ問い詰められ、住所は調査済みで、俺たちのことを調べたら殺すと脅される。
3か月前、CODEに関わって亡くなったとされる桐生大輝について、悠香から質問を受けている。
主任
演 - 小椋毅（第5話）
轢き逃げの現場に石原と悠香に臨場するよう指示する。
制服警官
演 - 吉川一勝
轢き逃げ事件の現場に臨場した悠香に状況を説明する。
工藤泉〈32〉
演 - 秋山ゆずき（第4話・第5話・第7話写真出演）
悠香が最後に担当した轢き逃げ事件の被害者。病院で死亡が確認される。CODEプレイヤーであったことが椎名の取材によって判明する。
自身の車のドライブレコーダーの映像を悠香がUSBメモリにコピーしており、その映像には事故死した直後にCODEが自動的に立ち上がり、勝手に友人に電話を掛け、彼女の声でCODEを紹介する様子が残されていた。
寺島貴司
演 - 中島健（第2話・第4話写真出演）
メンテナンス会社「SBDエレベータ」の元職員。CODEプレイヤー。悠香がエレベーター事故に遭った直後、県警庁舎から立ち去るのを二宮に目撃される。
後に、CODEプレイヤーとなった二宮のスマホに、エレベーター落下事故時にエレベーターの扉を開け階下を覗き込む動画が届き、事故に関与していると疑われる。
二宮たちに居住するアパートを突き止められるが三輪が用意した盗難車で逃走し、その後、鶴見区の河川敷に止められた車の中で、薬物の過剰摂取による事故死と断定された遺体が発見される。
県警の職員
演 - 高橋里央
悠香が事故死した際の県警庁舎内の監視カメラを確認するが、監視カメラが事故の時間だけシステム障害で作動していなかったと二宮に告げる。
SBDエレベータの社員
演 - 森下じんせい（第2話）
半年前のメンテナンスが最後で、事故当時、県警庁舎のエレベーターのメンテナンスは行っていないと、二宮に告げる。
二宮がCODEで得た寺島がエレベーター落下事故時に県警庁舎に侵入していた動画を百田に見せられると、寺島のアパートを教える。
売人
演 - 宮原尚之
17歳の少女に覚せい剤を売ったことで二宮から暴力を受けると、ナイフで二宮の腹部を刺して逃げ出すが、駆けつけた他の刑事に確保される（回想シーン）。
学生
演 - 赤羽流河、松永有紘、後藤田しゅんすけ、深澤悠斗
ミクの取り巻きの男子学生。フランス旅行に行く話で盛り上がる。
アナウンサー
演 - 松原江里佳
県警庁舎前から、エレベーター落下事故のニュースを伝える。
佐々木慎介
演 - 渋谷謙人（第2話 - 第4話）
二宮の大学時代の同期。元フジノ不動産の社員。二宮に謎のアプリCODEを紹介する。
不動産会社の営業でトップを取るためCODEプレイヤーとなり欲望を満たすが、いつしか犯罪行為の任務を命令され1億円の横領をする羽目になる。逮捕されないようCODEに願い、常務が国交省の人間に賄賂を渡していた情報を手に入れ、取引で逮捕は免れたものの、送られてきた人殺しの任務に失敗し、死の制裁から逃れたため、それ以降スマホは廃棄したので、自分を騙る別人がCODEを紹介しているはずだと、所在を突き止めた二宮に弁解する。
潜伏していた廃校へ死の制裁に百田を含めた3人のCODEプレイヤーが現れたことから、二宮と椎名に「お前ら管理側か?」と言葉を残し逃走するが、彼らにさらわれてしまう。その後、寺島と同様に薬物の過剰摂取による事故死で処理された遺体が発見される。後に殺害犯はCODEプレイヤーの百田と判明する。
ジュエリー店員
演 - 小島彩乃
二宮、悟、ミクが訪れたジュエリーショップの店員。

#### 第2話
ミユ
演 - 紺野彩夏
甲斐が経営するクラブのキャバ嬢。甲斐からCODEを使っていることを明かされるが、途中から冗談だと煙に巻かれる。
管理人
演 - 田﨑正太郎
寺島貴司の住むアパートの管理人。
渡辺
演 - 金井良信
監察官。二宮が柏木を救う任務の失敗で「制裁実行」の通知が届くと、「柏木が情報提供を二宮から強要されていた」と柏木の恋人から苦情を受け、処分が決まるまで自宅謹慎するよう二宮に通告する。後に柏木が二宮の感謝していたと彼の葬儀で耳にした婚約者が訴えを取り下げたことで、謹慎を解く。
蕎麦屋の店員
演 - 志賀圭二郎
客の椎名から蕎麦のかき揚げが小さくなったと苦情を言われ、さらに噂を拡散すると言われたため、コロッケをサービスする。
捜査官
演 - 両角周
寺島が薬物の過剰摂取によって事故死したと上層部が断定していると二宮たちに報告する。

#### 第3話
覚せい剤のディーラー
演 - 横山雅俊、ファイサ・アンワ
甲斐グループの覚せい剤の取引相手。覚せい剤をパイナップルの内部に忍ばせ、金銭取引を行う。
目黒
演 - 鈴木豊
フジノ不動産の社員。二宮の名を騙り来店した椎名に、佐々木は3か月前に退職したと告げる。
不動産投資をちらつかせる椎名に、1億円を横領したが、佐々木は国交省の役人に賄賂を渡していた常務を脅したので、表向きは自主退職ということで懲戒解雇で手打ちしたと明かし、外回りの社員が佐々木を目撃した廃校を教える。
三上恵子（みかみ けいこ）
演 - 緒方ありさ
フジノ不動産の社員。二宮の名を騙り来店した椎名に佐々木を呼ぶよう託けられるが、退職していたため目黒に取り次ぐ。
内装業者の男たち
演 - 星野卓誠、三木一輝
二宮の自動車に傷を付けてしまったと自宅にいた彼を駐車場に呼び出し、甲斐が準備し三輪を経由して渡された特殊警棒で彼を殴打し、気を失っている間に二宮が盗み出した田波の手帳のコピーを奪い去る。
西尾護
演 - 神尾佑（第4話・第5話）
捜査一課の管理官。百田が知能犯係にいた時の直属の上司。田波の収賄罪の逮捕状請求に協力する。
CODEプレイヤー
演 - 町田大和（第4話・第9話）、
CODEから送られた「佐々木慎介を探せ」という任務で、百田とともに彼の潜伏先の廃校に潜入した犯行グループの男。
その後、清掃員の恰好で横浜南総合病院に潜入し、芯と須藤を拉致する。
CODEプレイヤー
演 - 武田祐一（第4話）
CODEから送られた「佐々木慎介を探せ」という任務で、百田とともに彼の潜伏先の廃校に潜入した犯行グループの男。

#### 第4話
「パーソナル警備保障」の社員
演 - 信濃岳夫
三輪が参加した警備訓練を取り仕切る。
「パーソナル警備保障」の責任者
演 - 阿部岳明（第5話）
元警察官。慢性的に人材不足の女性SPである三輪に、正規社員にならないかとオファーをかける。
三輪芯
演 - 木村優来（第5話 - 最終話）
横浜南総合病院の小児病棟に入院する三輪の息子。拡張型心筋症を患い、根治のためには海外での心臓移植手術が必要である。
市川が逮捕されてから1か月後、クラウドファンディングによって治療費が集まりつつあり、翌月にはアメリカへ行けることが、咲から語られている。
院長
演 - 滝裕二郎
横浜南総合病院の院長。ケアリングクラウンの市川が来ると小児病棟の子供たちが喜び、多額の寄付金も収めてくれることに感謝する。
事務員
演 - 安藤理樹
横浜南総合病院の事務員。
酒巻静
演 - 松田有咲（第5話・第8話・第9話）
横浜南総合病院の看護師。
須藤
演 - 増田修一朗（第5話・第9話・最終話）
横浜南総合病院の芯の担当医。芯の拡張型心筋症を助ける方法は心臓移植しかなく、海外での心臓移植には3億5千万円の費用が必要と円に告げる。
容態が急変した芯を処置しようとするも、CODEプレイヤーたちによって芯とともに拉致される。だが、プレイヤーたちが逃走したことで再度病院に搬送される
職員
演 - 真京孝行（第5話・第9話・最終話）
神奈川県警の職員。6月22日の交通機動隊の覆面パトカーの使用記録や、防犯カメラの映像の提出を二宮から要請されるが、防犯カメラがシステム障害で映像がないと報告する。
大山渉
演 - 髙尾勇次
百田の幼なじみ。議員秘書。所属する政党の大物代議士が暴力団を通した資金洗浄で不正献金を受け取っていた情報を掴み、百田に相談した上、仕える参院議員の植田清春に相談するが、彼こそが政界の資金洗浄を管理する張本人であったため殺害され、殴られた跡と複数の刺し傷がある遺体で発見され、その犯人も証拠不十分で不起訴となった。
榎本
演 - 田中幸太朗
厚木西署の刑事。
CODEプレイヤー
演 - 佐々木麦帆
渉殺しの実行犯。百田に銃殺される。

#### 第5話
CODEプレイヤー
演 - 森りさ
横南総合病院の看護師。CODEの任務で三輪に拳銃を渡す。
CODEプレイヤー
演 - 入月謙一
CODEの任務で、三輪とともに二宮の自宅に侵入し二宮の命を狙うが、田波の指示で張り込んでいた八重が現れたこともあり、二宮に取り押さえられ失敗する。
その後逃走を図るが、道路に出たところで盗難車に轢かれて亡くなってしまう。

#### 第6話
小島明日香〈36〉
演 - 伊藤歩（第7話）
三宅がCODEの任務で入館許可証を受け取っていたアプリ開発会社「VORG SYSTEM」のプログラマー。アプリ開発部門にいたプログラマーのほとんどが同時期に退職後もただひとり籍を残し、ずっと出社していない幽霊社員であったことから、椎名と咲に接触を図られる。
1年前、マッチングアプリの開発をしていたが、高額報酬をもらう代わりに個人で秘密保持契約を結んだことでCODEの開発に関わるが、それから7か月後に三宅からCODEに関与した事故が起こっていることを耳にしたことで、昔からの友人であった悠香に助けを求め、一緒にCODEのプログラムを調べたことが原因で彼女が亡くなったと椎名たちに明かす。
当初CODEで願いを叶えたプレイヤーは、違うプレイヤーの願いを叶えるようにプログラムされていたが、放置するプレイヤーが現れたため、星を3つもたせる制度や、無視し続けて星を失ったプレイヤーの殺害指示がでる仕組みのプログラムが書き加えられていたことを突き止める。
後日、CODE開発にランリーテクノロジーが関与していることを調べた人間も殺害する指示が出るようプログラムに手を加えられていたことを発見し、悠香に報告するが、彼女にこれ以上負担を掛けさせないように上司に掛け合ってプログラムの改善をしてもらうことになり問題は解決したと嘘をついたものの、塚本たちに拉致されそうになったことで身を隠すようになり、悠香もCODEを見たことで殺されてしまう。
二宮たちにCODEのことを明かした後、事件が終わるまで警察の保養施設に匿われることとなった。
石井理央
演 - 中村ゆりか（第7話 - 最終話）
市川の秘書。小島明日香に動きがあり、その対処も手配済みであると市川に報告する。
医師
演 - 嶋村太一
横浜南総合病院の医師。CODEモニターに銃撃された三輪を庇った二宮から銃弾を摘出し、銃創の措置を行う。
嶋田
演 - 佐藤貢三
椎名が勤めていた春篤出版・週刊WEEKSの編集長。椎名の取材のやり方には品性がないと、彼を怒鳴りつける。
三宅が挨拶もなく辞表を提出して突然退職したことに立腹する。
女性タレント
演 - 岸明日香
咲が推している俳優と熱愛報道された女性タレント。「ASKクリニック」の広告モデルをしている。
桐生大輝（きりゅう だいき）
演 - 川野直輝（第7話写真出演）
国民的アイドル「リコイル」の元メンバーだった俳優。あおり運転などグループのイメージダウンになる行動ばかりを起こしていたが、急に羽振りが良くなり、SNSで「俺の願いは何でも叶う」と書くなど奇行を繰り返すようになったことから、三宅が薬物絡みかと疑い取材を続け、CODEプレイヤーであることを突き止められる。椎名や妹の咲も取材に加わり秘密を探ろうとするが、その矢先、急死し、覚せい剤の過剰摂取が原因と捏造される。
社員
演 - BOB、長谷川ティティ
春蔦出版の社員。三宅が誤報で訴えられたり、出張先で取材をすっぽかし班長から降格させられたり、辞表を出したという話などをしている。
CODEモニター
演 - 優太、佳久耀
二宮と三輪を殺害するという任務を受け、彼らと銃撃戦となる。
男たち
演 - 奥野智也（第7話）、櫻井亮輔（第7話）
石井理央の命を受けて小島明日香を追う男たち。

#### 第7話
留置場の担当官
演 - 金子岳憲
横浜南総合病院で確保された甲斐を居室に留置する。
CODEプレイヤー
演 - 木原勝利、荒井雄一郎
看守を装い留置所内に携帯電話を持ち込んでいる情報が入ったと、収監されている甲斐の持ち物検査をするふりをし鉄格子を掴ませて手錠で拘束し、抵抗できない甲斐を二人がかりで絞殺する。
清水佑樹
演 - 佐伯大地
VORG SYSTEMのプログラマー。1年前、明日香とともにCODEの開発に関わっていた。秘密保持契約のこともあり、明日香にCODE開発に関わっていたことは口外しないようにしようと呼びかけたが、3か月前に引き抜かれたということで、VORG SYSTEMを退職する。
塚本
演 - 本多力
VORG SYSTEMの社員。明日香の上司。1年前、CODEの開発には通常の給与と別に報酬がもらえることから、明日香にCODE Projectの発注書をメール送信し、SRSP COMPANYへ請求するように促し、後日、秘密保持契約を結ばせる。
明日香からCODEが人を殺害するようプログラムされていることから、プログラムを改善するよう相談されると、真の発注元のランリーテクノロジーに掛け合うと応じる姿勢を見せるが、夜道を帰宅する明日香をランリーテクノロジーに今から交渉に行こうと、男2人を使って無理やり車に乗せて拉致しようとしたため、様子を怪しんだ明日香に逃亡される。
滝田洋平
演 - 本田博太郎（第8話 - 最終話）
総務副大臣。市川とともにプロフェット導入の了承を青柳から得ようと会合をしており、後藤をプロジェクトに参加させようとするが、市川から彼が亡くなったことを聞かされ、落胆する。
青柳伸彦
演 - 新納慎也（第9話・最終話）
神奈川県知事。市川と滝田から神奈川県下でのプロフェットの実用化を認めるよう持ちかけられるが、現状のプロフェットでは県民の個人情報に直接アクセスでき、神奈川県をテストケースにするには危険であることから実用化には賛同しなかったため、市川が利用したCODEプレイヤーの襲撃を受けるが、二宮たちによって助かる。
その後、市川とともに、CODEへの対抗策として神奈川県をテストケースにプロフェットを実用化した旨を伝える緊急記者会見を開く。だが、市川が逮捕されたことを受け、プロフェットの実用化を正式に見送ったことが決定したことを会見で伝える。
受付
演 - 椎名朱音
ランリーテクノロジーの受付。慈善活動について市川への取材と称して来社した椎名と咲を、市川が社外に出て不在のため、広報担当に取り次ぐ。
CODEプレイヤー
演 - 石川修平
甲斐とともに病院に侵入し「別の階で銃を撃ってください」との任務で陽動作戦をかけるプレイヤー。

#### 第8話
後藤芳樹
演 - 池田鉄洋
ランリーテクノロジー・システム開発部のチーフプログラマー。市川の計画には懸念を示しており、このままCODEのプロジェクトを続けることに対する強い疑念を彼に直訴してすべてを公にしようとするが、その翌日の朝、出勤しようとしたところをCODEプレイヤーに襲われ、市川の目的を調べるため、話を聞こうとした二宮と椎名の目の前で突然倒れ、心臓発作で死亡する。
CODEプレイヤー
演 - ジャッキーちゃん
CODEからの任務を受けて、自転車に乗って路上で後藤と接触。背後から彼に注射器で薬物を注入して走り去り、任務を完了させる。
駒沢、指原麻里
演 - 佐々木一平、佐々木さくら
ランリーテクノロジーの広報社員。市川は多忙で取材を受けられないと告げるものの、システム開発部の取材は渋々許可し咲を案内する。
刑事
演 - 浜名一聖
芯の病室の警護にあたる刑事。
ボディーガード
演 - 清水一哉（第9話・最終話）、香川幸允（第9話・最終話）
市川を護衛するボディーガード。石井とともに横浜南総合病院に彼を迎えに来る。その後、ランリーを来社し、市川によって監禁された二宮を監視するが、彼に襲撃され、逃げ出されてしまう。
制服警官
演 - 日下部慶久
西鶴見区中央広場で酔っ払いが喧嘩をしているとの通報があり駆け付けた西鶴見警察署の警察官。3人組のCODEプレイヤーの男たちに襲われた。
CODEプレイヤー
演 - 酒井貴浩
検挙された上記3人組のうちの一人。八重樫からの取り調べで、闇サイト「闇ウェーブ」に張り付けてあったリンクから手に入れたCODEに「1千万欲しい」という願い事を入れたところ、下された任務による犯行だと供述する。
アナウンサー
演 - 渡邉唯（第9話・最終話）
CODEによる事件を伝えるテレビのニュースアナ。犯行動機はCODEに関係していると供述したと伝える。

#### 第9話
相沢貴子
演 - 陽月華（最終話）
神奈川県警の本部長。ランリーテクノロジーに来社したところを二宮に呼び止められ、市川がCODEの開発に関わっていることを認め、このまま野放しにするとCODEで生み出される犯罪者により犠牲者が増えると報告される。
しかし証拠として見せられた映像がランリーテクノロジー社内の防犯カメラの映像をハッキングしたものであったことから取り合わず、側近に二宮を拘束して署に連行するよう命じるが、市川から二宮は知り合いだと言われ制止される。
警察
演 - 中村祐志、田中一平
ビル爆破事件の容疑者（円と咲）が入店したという情報で、カラオケボックスへ捜査に現れる。
秘書
演 - 川村海乃
青柳の秘書。
CODEプレイヤー
演 - チップ青木
ランリーテクノロジーの屋内駐車場に入り込み、他のプレイヤーに拳銃を受け渡すが、椎名に目撃され、スマートフォンでその様子を撮影されて彼に脅迫され、受け渡したプレイヤーの任務を伝える。その後、監視カメラに映っていた拳銃を渡す映像が二宮が渡していたというものに加工され、彼が青柳殺人未遂ほう助の容疑で全国指名手配されることとなる。
CODEプレイヤー
演 - みずと良（最終話）、雪宮颯真
上記のCODEプレイヤーから拳銃を受け取ったCODEプレイヤー。青柳の命を狙うが、椎名の通報で八重樫たち県警の捜査員が駆けつけるとすぐに降参する。
刑事
演 - 富田翔
青柳を襲撃したCODEプレイヤーを確保する。
ナレーター
声 - 中村修三
プロフェットのプレゼン動画のナレーション。

#### 最終話
捜査員
演 - 竹井亮介
八重樫の同僚。八重樫とともに二宮と市川が立て籠もる講演会会場の学校講堂に駆け付ける。
捜査員
演 - 蔵原健
相沢の部下。講演会会場の学校講堂に駆け付け、相沢に状況を伝える。
責任者
演 - 山崎潤
神奈川県私立進永高等学校で予定された市川の講演会「未来の子供たちへ」の責任者。
医師
演 - 加藤啓
爆破に巻き込まれ搬送された病院での咲の担当医。「まだ意識が戻りません」と椎名に伝える。
記者
演 - 松井薫平、瀬口寛之
神奈川県をテストケースにプロフェット実用化を発表する青柳と市川が開いた緊急記者会見に出席した記者。実用化に反対していた青柳の変節に疑問を呈し、行き過ぎた監視社会への懸念と世論の反発についても質問する。

## スタッフ
- 原作
  - 『浮士德遊戲（英題：CODE）』（2016年）
  - 『浮士德遊戲2（英題：CODE2）』（2019年）
- 脚本 - 酒井雅秋、山田能龍[1]
- 音楽 - 菅野祐悟[1]
- 主題歌 - UVERworld「VICTOSPIN」（ソニー・ミュージックレーベルズ）[88]
- 選曲 - 谷口広紀
- 警察監修 - 佐々木成三
- ハッカー監修 - 佐藤竜（ブロードバンドセキュリティ）
- 医療監修 - 中澤暁雄
- スタントコーディネーター - 小池達朗（アルファスタント）
- 演出 - 森淳一、木村ひさし[1]、吉川祐太
- チーフプロデューサー - 岡本浩一[1]
- 共同プロデューサー - 松本京子（日本テレビ）
- プロデューサー - 中間利彦、アベゴウ（ROBOT）、真壁幸紀（ROBOT）[1]
- 制作協力 - ROBOT
- 制作著作 - 読売テレビ

## 放送日程
| 話数                                                                        | 放送日  | サブタイトル                                | ラテ欄                                      | 脚本     | 演出       | 視聴率 |
| --------------------------------------------------------------------------- | ------- | ------------------------------------------- | ------------------------------------------- | -------- | ---------- | ------ |
| Episode 1                                                                   | 7月02日 | 婚約者の不審死…謎のアプリの正体とは？       | 婚約者の不審死…謎のアプリの正体とは？       | 酒井雅秋 | 森淳一     | 6.1%   |
| Episode 2                                                                   | 7月09日 | 婚約者殺害の真相…謎のアプリで新たな犠牲者   | 婚約者殺害の真相…謎のアプリで新たな犠牲者   | 酒井雅秋 | 森淳一     | 5.4%   |
| Episode 3                                                                   | 7月16日 | 恩人の裏切り…アプリの闇が暴かれる！         | 恩人の裏切り…アプリの闇が暴かれる！         | 酒井雅秋 | 森淳一     | 4.9%   |
| Episode 4                                                                   | 7月23日 | 本当の裏切者は誰…？監視する女の正体発覚！   | 本当の裏切り者発覚 監視する女の正体は       | 山田能龍 | 木村ひさし | 5.9%   |
| Episode 5                                                                   | 7月30日 | 真犯人からの警告…鍵を握る女の思惑とは？     |                                             | 酒井雅秋 | 木村ひさし | 5.1%   |
| Episode 6                                                                   | 8月06日 | アプリの新ルール判明！誰が味方で敵なのか？  | 謎アプリの新ルール 誰が味方で敵なのか       | 山田能龍 | 吉川祐太   | 4.8%   |
| Episode 7                                                                   | 8月13日 | 婚約者の裏の顔発覚！辿り着いた死の真相とは  |                                             | 山田能龍 | 森淳一     | 4.1%   |
| Episode 8                                                                   | 8月20日 | 最終章突入！ 復讐すべき相手との直接対決！   | 最終章突入！ 復讐すべき相手と直接対決       | 酒井雅秋 | 木村ひさし | 4.9%   |
| Episode 9                                                                   | 8月27日 | ビル爆破で生死は ! ? 全て知る黒幕と最終対決 | ビル爆破で生死は ! ? 全て知る黒幕と最終対決 | 酒井雅秋 | 木村ひさし | 5.0%   |
| Episode FINAL                                                               | 9月03日 | 予測不能な結末…！全ての謎が暴かれる！       |                                             | 酒井雅秋 | 森淳一     | 5.2%   |
| 平均視聴率 5.1%（視聴率はビデオリサーチ調べ、関東地区・世帯・リアルタイム） |         |                                             |                                             |          |            |        |

## 配信ドラマ

### TVer オリジナルストーリー
2023年7月2日より、TVerにて本編で描かれなかったオリジナルストーリーが配信中。

#### キャスト（配信ドラマ）
- 二宮湊人 - 坂口健太郎
- 椎名一樹 - 染谷将太
- 三宅咲 - 堀田真由
- 百田優 - 三浦貴大
- 八重樫享 - 兵頭功海
- 七海悠香 - 臼田あさ美
- 田波秋生 - 鈴木浩介

#### スタッフ（配信ドラマ）
- 原作
  - 『浮士德遊戲（英題：CODE）』（2016年）
  - 『浮士德遊戲2（英題：CODE2）』（2019年）
- 脚本 - 敦賀零
- 音楽 - 菅野祐悟
- 主題歌 - UVERworld「VICTOSPIN」（ソニー・ミュージックレーベルズ）
- 演出 - 吉川祐太
- チーフプロデューサー - 岡本浩一
- 共同プロデューサー - 松本京子（日本テレビ）
- プロデューサー - 中間利彦、阿部豪（ROBOT）、真壁幸紀（ROBOT）
- 制作協力 - ロボット
- 制作著作 - 読売テレビ

#### 配信日程（TVer オリジナルストーリー）
| 各話       | 配信送日 | サブタイトル | 脚本   | 演出     |
| ---------- | -------- | ------------ | ------ | -------- |
| Episode1.5 | 7月02日  | 新たな証言   | 敦賀零 | 吉川佑太 |
| Episode2.5 | 7月09日  | 隠された真相 | 敦賀零 | 吉川佑太 |

### Hulu オリジナルストーリー
『CODE-代償への扉-』のタイトルで、動画配信サービス「Hulu」にて、7月30日の第5話放送終了後から配信中。

#### キャスト（Hulu オリジナルストーリー）
- 椎名一樹 - 染谷将太（#1、#2、#3）
- 三輪円 - 松下奈緒（#1、#2）
- 三宅咲 - 堀田真由（#1、#2、#3）
- 八重樫享 - 兵頭功海（#1、#2）
- 三輪芯 - 木村優来（#1）
- 三宅直人 - 竹財輝之助（#1、#3）
- 甲斐篤志 - 青柳翔（#1）
- 田波秋生 - 鈴木浩介（#1）
- 石井理央 - 中村ゆりか（#2）
- 七海悠香 - 臼田あさ美（#2）
- 市川省吾 - 玉山鉄二（#2）
- 工藤泉 - 秋山ゆずき（#3）

#### スタッフ（Hulu オリジナルストーリー）
- 脚本 - 敦賀零[94]
- 演出 - 吉川祐太[94]
- チーフプロデューサー - 岡本浩一[94]
- プロデューサー - 中間利彦（読売テレビ）[94]、阿部豪（ロボット）[94]、真壁幸紀（ロボット）[94]
- 共同プロデューサー - 松本京子（日本テレビ）[94]
- 制作協力 - ロボット
- 制作著作 - 読売テレビ

#### 配信日程（Hulu オリジナルストーリー）
| 各話         | 配信日  | サブタイトル                  |
| ------------ | ------- | ----------------------------- |
| Episode 5.5  | 7月30日 | 知られざる裏の顔              |
| Episode 7.5  | 8月13日 | そして素顔が明かされる        |
| Episode 10.5 | 9月03日 | CODEの真相、そのとき私たちは… |